# Бизяево
Бизя́ево — деревня в Износковском районе Калужской области. Входит в состав сельского поселения «Село Шанский Завод». До упразднения уездно-губернского деления входило в состав Гиреевской волости Медынского уезда .

## Этимология
Название деревни, вероятно, связано с одним из потомков старинного дворянского рода Бизяевых, который берёт начало от татарина Кирея Бизяя, казанского пушкаря. Кроме того, корень «бизый» на ярославском и костромском наречии означает близорукий.

## География
Находится в пределах Смоленско-Московской возвышенности Русской равнины, на левом берегу реки Лубянка, примерно в  77 км от областного центра — города Калуги, и ~ 22 км от районного центра — села Износки. Ближайшие населённые пункты: село Шанский Завод (~ 1,1 км), деревня Ростово (~ 1,0 км), деревня Ивлево (~ 3,1 км)

## История
- 1724 год. На карте окрестностей Можайска Делиля Бизяево именовано под своим современным именем, но нанесено ошибочно, на реке Шаня[3].
- 1771 год. На карте Московской провинции Горихвостова поименовано как Бизяево[4].
- 1782 год: Деревни Бизяево и Ростово по обе стороны речки Восточной Любенки, входят в Гиреевскую волость, принадлежащую графине Екатерине Ивановне Шуваловой.

Отечественная война 1812 года
- 19 (31) октября 1812 года две колонны Русской армии вышли из села Кременского. Правую колонну возглавлял генерал Дмитрий Сергеевич Дохтуров, в неё входили 1-я кирасирская дивизия, 6-й и 8-й пехотные корпусы. Правая колонна шла из села Топорино в Спас-Кузовы.

Левая колонна под началом генерал-лейтенанта, князя Бориса Владимировича Голицына и состоявшая из 2-й кирасирской дивизии, 3-го и 5-го пехотных корпусов следовала через Исаково, Микулино и Бизяево, куда и переместился штаб армии Михаила Кутузова. В колонну князя Голицына входил также лейб-гвардейский Павловский полк.
- 1859 год. В «Списке населённых мест Калужской губернии» Бизяево — владельческая деревня 2-го стана Медынского уезда, стоящая на тракте Медынь — Гжатск. В деревне 26 дворов и 171 житель.
- 1871 год. Бизяево нанесено на карты Стрельбицкого[3].
- 1891 год. Бизяево входит в Гиреевскую волость 2-го стана Медынского уезда. В деревне проживает 178 человек

Советское время
- 1918 год. За участие в Медынском крестьянском восстании уроженец Бизяево Дмитрий Иванович Соцков был расстрелян «как белогвардеец»[7].
- 8 декабря 1937 года его сын, беспартийный колхозник Иван Дмитриевич Соцков (1880 г. р)., житель Бизяево, был осужден по ст. 58 п.10 УК РСФСР «тройкой» УНКВД Смоленской области[8].

Великая Отечественная война
- Середина января 1942 года. В ходе контрнаступления под Москвой, Бизяево становится опорным пунктом и плацдармом для наступления 194-й стрелковой дивизии 43-й армии с задачей освободить важный транспортный узел станцию Износки.
- 26 января 1942 года в Бизяево сосредоточены главные силы и штаб 160-й стрелковой дивизии, впоследствии введённой в прорыв в составе ударной (западной) группы 33-й армии генерала Ефремова, передовые части которой к 03.02.1942 достигли юго-западных окраин Вязьмы, но к апрелю 1942 года были окружены и почти полностью разгромлены[9][10].
- 3-24 июня 1942 года в лесу в 1,5 км юго-восточнее Бизяево располагался штаб 160-й стрелковой дивизии, доукомлектованной после выхода из окружения[11].

## Население
| 2002 | 2010 |
| ---- | ---- |
| 23   | ↘19  |

## Инфраструктура
Личное подсобное хозяйство с зоной сельскохозяйственного использования, индивидуальная застройка усадебного типа.

## Транспорт
Остановка общественного транспорта «Бизяево».

## Статьи и публикации
- Медынское восстание // Калужский край : Историко-краеведческий портал. — 2016. — 3 марта. Архивировано 9 августа 2016 года.